# 이협우
이협우(李協雨, 1921년~1987년 8월 11일)는 일제 강점기의 관료이자, 대한민국의 정치인이다. 제2대~제4대의 3선 국회의원을 역임하였다.
일제 시대때 고등계 형사로 근무했으며 대한청년단 내남면 오단부단장, 자유당 월성군당 위원장, 내남수리조합장, 2~4대 국회의원을 지냈다.

## 생애
경주군 내남면 망성리(현재 경주시 내남면)에서 태어났다. 대구농림학교(현 대구자연과학고등학교)를 졸업하고, 일제강점기 말기 고등계 형사, 내남면 서기로 근무하였다.
광복 이후 대한청년단 내남면 오단부단장, 자유당 경주군당 위원장, 내남수리조합장을 지냈다. 1949년 경주군 내남면에서 명계리 마을 이장 김원도와 그의 친척 4가구 22명과 손씨 가족 8명 등 모두 30명을 학살하는데 앞장섰다(속칭 이협우 사건). 이 사건으로 4·19혁명 이후 체포 돼 1961년 사형을 판결받았으나, 5·16 군사정변 이후 무죄로 석방되었다. 한편 간첩으로 몰렸던 유족회는 2010년 12월 14일 무죄판결을 받았다.
1950년 6.25가 발발하자 청년단 활동으로 앞장서서 무고한 사람을 빨갱이로 몰아 죽였다. 6월28일 새벽 50명 이상 추정되는 망성리1리 11가구의 일가족을 학살했다. 비슷한 시기에 망성2리의 뒷마을에 사는 사람들을 몰살하였다. 이협우는 내남면 망성 2리 출신으로 평소 마음에 들지않았던 주변 부락과 이웃을 마구잡이로 죽였다. 증언에 따르면 이협우의 청년단이 날마다 몇 트럭씩의 사람들을 태워와서 남산(금오산)의 골짜기에서 학살하였다고 한다.
1950년 제2대 국회의원 선거에 출마하여 당선되고, 제3대 국회의원 선거에 당선되었으며, 자유당에 입당하였다. 1960년 제4대 국회의원 총선거에 출마하여 당선되었으나 1961년 5.16 군사 정변으로 국회가 해산되었다. 1960년 4.19 혁명 이후 주민 학살 사건으로 구속 기소되었고 1심에서 사형을 선고받았으나, 5.16 군사정변 이후 혁명재판에서 감형 후 1963년 초 석방되었다. 1963년 제6대 국회의원 총선거에 민주공화당 후보로 입후보하였으나, 낙선하였다.
1975년 10월 유신에 반대하여 민주회복국민회의에 참여하고, 민주회복국민회의 경주지부 상임대표위원으로 활동하였다. 1987년 8월 11일 새벽 0시경 경북 경주시 성건동 장미아파트 2동 102호 자택에서 사망하였다. 시신은 경상북도 월성군 건천읍 화천리 선산에 안장되었다.

## 가족 관계
- 부인 : 김기원(金基瑗)
  - 3남 4녀
- 동생 : 이한우(李漢雨)

## 역대 선거 결과
|  | 16.60% |

|  | 19.38% |

|  | 42.81% |

## 참고자료
- 이협우 - 대한민국헌정회
- 임종금, 《대한민국 악인 열전》(도서출판 피플파워, 2016)